# Кларкс-Гров (город, Миннесота)
Кларкс-Гроув (англ. Clarks Grove) — город в округе Фриборн, штат Миннесота, США. На площади 1,1 км² (1,1 км² — суша, водоёмов нет), согласно переписи 2002 года, проживают 734 человека. Плотность населения составляет 663,1 чел./км².
- Телефонный код города — 507
- Почтовый индекс — 56016
- FIPS-код города — 27-11674[1]
- GNIS-идентификатор — 0641253[2]